# Campeonato da Europa de Atletismo de 2018 - Revezamento 4x100 m masculino
A prova dos 4 x 100 metros estafetas masculino do Campeonato da Europa de Atletismo de 2018 foi disputada no dia 12 de agosto de 2018 no Estádio Olímpico de Berlim em Berlim,  na Alemanha. 

## Recordes
Antes desta competição, os recordes mundiais e do campeonato nesta prova eram os seguintes:
|                       | Nome                                                                     | Nacionalidade | Tempo | Local   | Data                  |
| --------------------- | ------------------------------------------------------------------------ | ------------- | ----- | ------- | --------------------- |
| Recorde mundial       | (Nesta Carter, Michael Frater Yohan Blake, Usain Bolt)                   | Jamaica       | 36s84 | Londres | 11 de agosto de 2012  |
| Recorde do campeonato | (Max Moriniere, Daniel Sangouma Jean-Charles Trouabal, Bruno Marie-Rose) | França        | 37s79 | Split   | 1 de setembro de 1990 |
| Recorde europeu       | (Chijindu Ujah, Adam Gemili Daniel Talbot, Nethaneel Mitchell-Blake)     | Reino Unido   | 37s47 | Londres | 12 de agosto de 2017  |

## Medalhistas
| Ouro | Prata                                                                             | Bronze                                                                           |
| Reino Unido · Chijindu Ujah · Zharnel Hughes · Adam Gemili · Harry Aikines-Aryeetey · Nethaneel Mitchell-Blake* | Turquia · Emre Zafer Barnes · Jak Ali Harvey · Yiğitcan Hekimoglu · Ramil Guliyev | Países Baixos · Chris Garia · Churandy Martina · Hensley Paulina · Taymir Burnet |

* Indica que o atleta só competiu nas baterias e recebeu medalhas.

## Cronograma
Todos os horários são locais (UTC+2).
| Data         | Hora  | Evento  |
| ------------ | ----- | ------- |
| 12 de agosto | 19:40 | Bateria |
| 12 de agosto | 21:35 | Final   |

## Resultados

### Bateria
Qualificação: 3 atletas de cada bateria  (Q) mais os 2 melhores qualificados (q). 
| Posição | Bateria | Raia | Nacionalidade | Atletas                                                                                       | Tempo | Notas                |
| ------- | ------- | ---- | ------------- | --------------------------------------------------------------------------------------------- | ----- | -------------------- |
| 1       | 1       | 6    | Grã-Bretanha  | Chijindu Ujah, Zharnel Hughes, Adam Gemili, Nethaneel Mitchell-Blake                          | 37.84 | Q                    |
| 2       | 1       | 3    | Países Baixos | Chris Garia, Churandy Martina, Hensley Paulina, Taymir Burnet                                 | 38.30 | Q                    |
| 3       | 1       | 7    | Turquia       | Emre Zafer Barnes, Jak Ali Harvey, Yiğitcan Hekimoglu, Ramil Guliyev                          | 38.30 | Q, =                 |
| 4       | 2       | 7    | França        | Mickaël-Méba Zeze, Marvin René, Stuart Dutamby, Mouhamadou Fall                               | 38.62 | Q                    |
| 5       | 2       | 8    | Ucrânia       | Oleksandr Sokolov, Emil Ibrahimov, Volodymyr Suprun, Serhiy Smelyk                            | 38.86 | Q,                   |
| 6       | 1       | 4    | Chéquia       | Zdeněk Stromšík, Jan Veleba, Jan Jirka, Pavel Maslák                                          | 38.94 | q,                   |
| 7       | 1       | 8    | Portugal      | José Lopes, Diogo Antunes, Frederico Curvelo, Carlos Nascimento                               | 39.09 | q,                   |
| 8       | 2       | 3    | Finlândia     | Eetu Rantala, Otto Ahlfors, Oskari Lehtonen, Samuel Purola                                    | 39.11 | Q,                   |
| 9       | 2       | 2    | Espanha       | Patrick Chinedu Ike, Pol Retamal, Daniel Rodríguez, Ángel David Rodríguez                     | 39.12 | Recorde da temporada |
| 10      | 2       | 6    | Suíça         | Suganthan Somasundaram, Silvan Wicki, Florian Clivaz, Alex Wilson]                            | 39.13 | Recorde da temporada |
| 11      | 1       | 1    | Grécia        | Efthímios Steryioúlis, Ioánnis Nifadópoulos, Panayiótis Trivizás, Lykourgos-Stefanos Tsakonas | 39.49 | Recorde da temporada |
| 12      | 1       | 2    | Roménia       | Costin Florian Homiuc, Alexandru Terpezan, Ionut Andrei Neagoe, Petre Rezmives                | 39.63 |                      |
| 13      | 2       | 1    | Alemanha      | Kevin Kranz, Patrick Domogala, Julian Reus, Lucas Jakubczyk                                   | DNF   |                      |
| 13      | 1       | 5    | Suécia        | Dennis Leal, Stefan Tärnhuvud, Felix Svensson, Tony Darkwah                                   | DNF   |                      |
| 15      | 2       | 5    | Polónia       | Eryk Hampel, Remigiusz Olszewski, Dominik Kopeć, Przemysław Słowikowski                       | DSQ   | 163.3 (a)            |
| 15      | 2       | 4    | Itália        | Federico Cattaneo, Eseosa Desalu, Davide Manenti, Filippo Tortu                               | DSQ   | 170.7                |

### Final
| Posição           | Bateria | Nacionalidade | Atletas                                                              | Tempo | Notas                |
| ----------------- | ------- | ------------- | -------------------------------------------------------------------- | ----- | -------------------- |
| Medalha de ouro   | 5       | Grã-Bretanha  | Chijindu Ujah, Zharnel Hughes, Adam Gemili, Harry Aikines-Aryeetey   | 37.80 |                      |
| Medalha de prata  | 8       | Turquia       | Emre Zafer Barnes, Jak Ali Harvey, Yiğitcan Hekimoglu, Ramil Guliyev | 37.98 | Recorde nacional     |
| Medalha de bronze | 6       | Países Baixos | Chris Garia, Churandy Martina, Hensley Paulina, Taymir Burnet        | 38.03 | Recorde nacional     |
| 4                 | 3       | França        | Mickaël-Méba Zeze, Marvin René, Stuart Dutamby, Mouhamadou Fall      | 38.51 | Recorde da temporada |
| 5                 | 4       | Ucrânia       | Oleksandr Sokolov, Emil Ibrahimov, Volodymyr Suprun, Serhiy Smelyk   | 38.71 | Recorde da temporada |
| 6                 | 7       | Finlândia     | Eetu Rantala, Otto Ahlfors, Oskari Lehtonen, Samuel Purola           | 38.92 | Recorde nacional     |
| 7                 | 1       | Portugal      | José Lopes, Diogo Antunes, Frederico Curvelo, Carlos Nascimento      | 39.07 | Recorde da temporada |
| 8                 | 2       | Chéquia       | Zdeněk Stromšík, Jan Veleba, Jan Jirka, Pavel Maslák                 | DNS   |                      |

Legenda
| Recorde mundial       | Recorde mundial (World record)               |                       | Recorde africano                      | Recorde africano (African) |                                           | Q | Classificado por posição (Qualified) |
| Recorde do campeonato | Recorde do campeonato (Championship record)  | Recorde da América    | Recorde da América (Americas)         | q                          | Classificado por melhor tempo (Qualified) |   |                                      |
| Melhor marca do ano   | Melhor marca do ano (World leading)          | Recorde asiático      | Recorde asiático (Asian)              | DNS                        | Não largou (Did not start)                |   |                                      |
| Recorde nacional      | Recorde nacional (National record)           | Recorde europeu       | Recorde europeu (European)            | DNF                        | Não terminou (Did not finish)             |   |                                      |
| Recorde pessoal       | Recorde pessoal do atleta (Personal best)    | Recorde da Oceania    | Recorde da Oceania (Oceania)          | DSQ / DQ                   | Desclassificado (Disqualified)            |   |                                      |
| Recorde da temporada  | Recorde da temporada do atleta (Season best) | Recorde sul-americano | Recorde sul-americano (South America) | NM                         | Sem marca (No mark)                       |   |                                      |